# Étienne de Saint-Martin
Pour les articles homonymes, voir Saint-Martin.
Marie-Étienne-Aimé de Saint-Martin-Valogne, dit Étienne de Saint-Martin, né le 14 septembre 1831 à Guéret (Creuse) et mort le 15 octobre 1911 à Cluis (Indre), est un homme politique français.

## Biographie
Petit-fils de Charles Saint-Martin-Valogne, membre de la Convention et député de l'Aveyron au Conseil des Cinq-Cents, et petit-neveu de Guillaume Boëry, député du Berry aux États généraux de 1789, il est licencié en droit et se fixe dans l'Indre où il gère le domaine du château de Puy d'Auzon, à Cluis, acquis par son père en 1832.
Il est maire de Cluis en 1864, président de la Société de secours mutuel, conseiller d'arrondissement en 1869, conseiller général du canton de Neuvy-Saint-Sépulchre en 1870.
Il est révoqué de sa fonction de maire en 1870, ayant déclaré après le 4 septembre ne vouloir tenir son mandat que du libre choix de ses concitoyens et non "d'un gouvernement d'aventures et d'aventuriers".
Il est membre en 1872 du conseil départemental de l'Instruction publique. Élu le 20 février 1876 député de l'Indre (arrondissement de La Châtre), par  7 355 voix sur 12 945 votants, il siège parmi la droite bonapartiste (Union des droites). Il est réélu le 14 octobre 1877 en améliorant sa position (10 576 voix sur 13 866 votants), et le sera (Union des droites) en 1881, 1885 et 1889. Son mandat lui sera renouvelé en 1893, 1898 et 1902. Après avoir été élu constamment au premier tour, il ne se représente pas aux élections de 1906, alors qu'il a 75 ans, et meurt dans son château de Cluis à l'âge de 80 ans.